# Ohniváček modrolemý
Ohniváček modrolemý (Lycaena hippothoe) je druh denního motýla z čeledi modráskovitých (Lycaenidae). Rozpětí jeho křídel je 32 až 34 mm. Ohnivě zlatočervení samci mají na předním okraji předních křídel a zadním okraji zadních křídel lesklé purpurově fialové zbarvení. Na předních křídlech je u samců dobře patrná tmavá středová skvrna čárkovitého tvaru. Samice, které jsou převážně tmavé, mají na předních křídlech tmavé skvrny a na zadních křídlech oranžovou příkrajní pásku. Rub křídel je u obou pohlaví šedý až žlutošedý.

## Výskyt

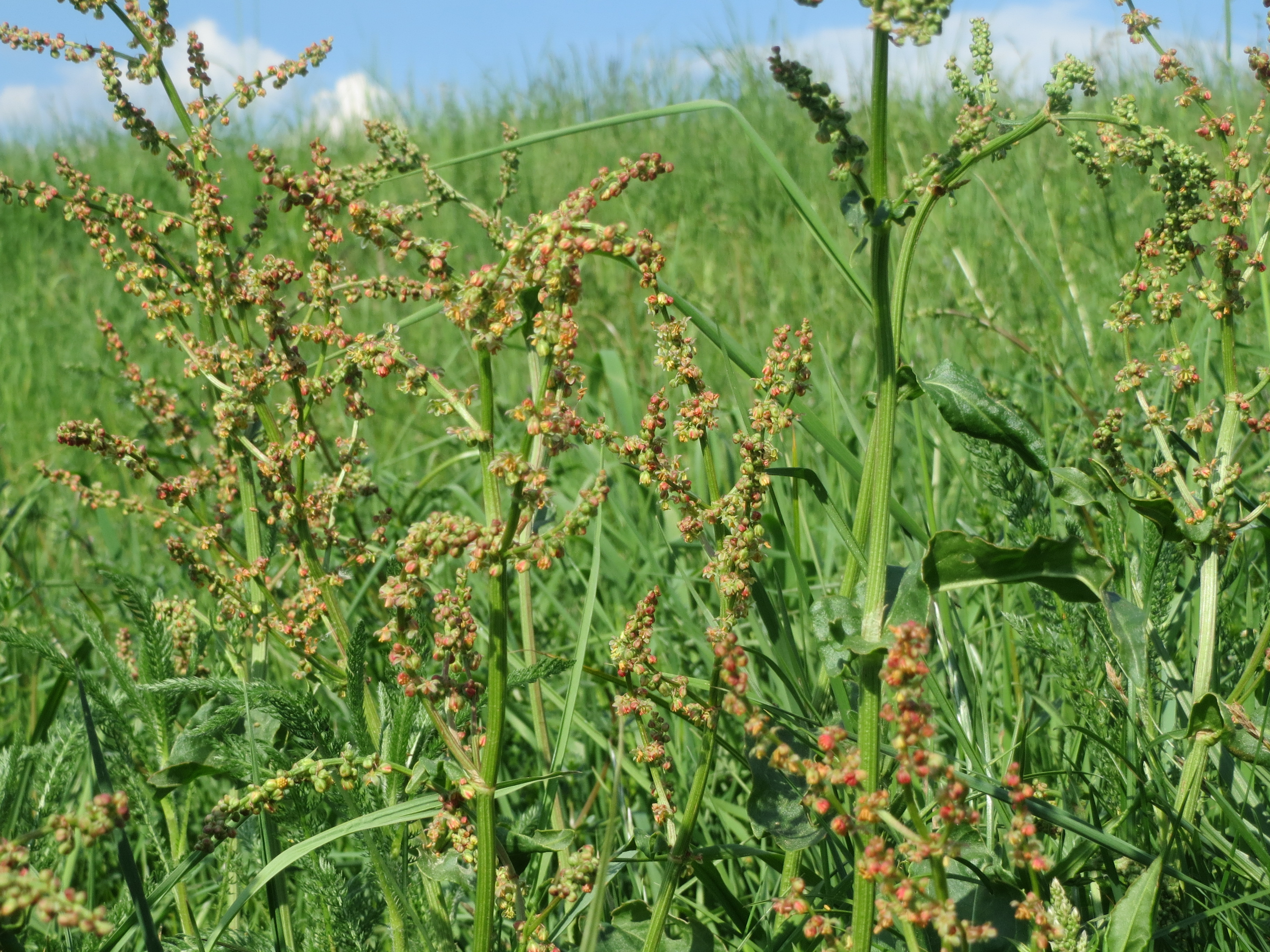
Živná rostlina

Motýl je rozšířený od Pyrenejí přes celou Evropu a Rusko až po Dálný východ. V České republice se vyskytuje hlavně ve vyšších polohách. V nižších polohách je vzácnější a na mnoha místech vymizel. Obývá vlhké louky, mokřady a slatiny.

## Chování a vývoj
Živnou rostlinou ohniváčka modrolemého je šťovík kyselý (Rumex acetosa). Samice klade vajíčka na listové řapíky živných rostlin, které vyčnívají nad okolním porostem. Motýl je jednogenerační (monovoltinní) a jeho letová perioda je od konce května do počátku srpna. Na jižní Moravě může mít i částečnou druhou generaci s letovou periodou od konce srpna do září. Přezimuje housenka ve třetím nebo čtvrtém instaru.

## Ochrana a ohrožení
V České republice není tento druh ohniváčka ohrožen. V nižších polohách (např. Polabí) však na řadě míst vymizel. Ohrožuje ho především celoplošné sečení luk, intenzivní pastva, meliorace a zalesňování vhodných lokalit.

## Galerie

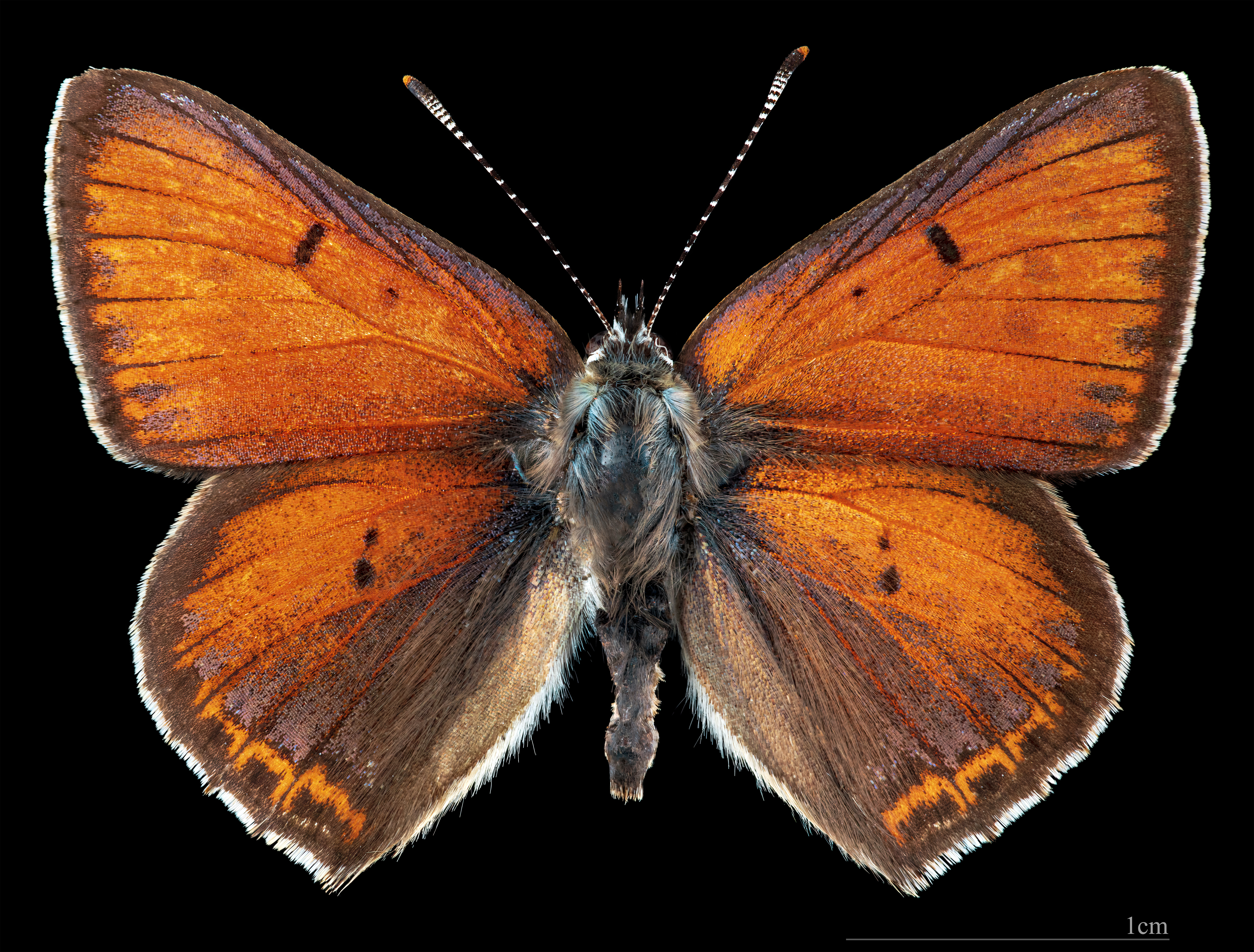
Lycaena hippothoe ♂
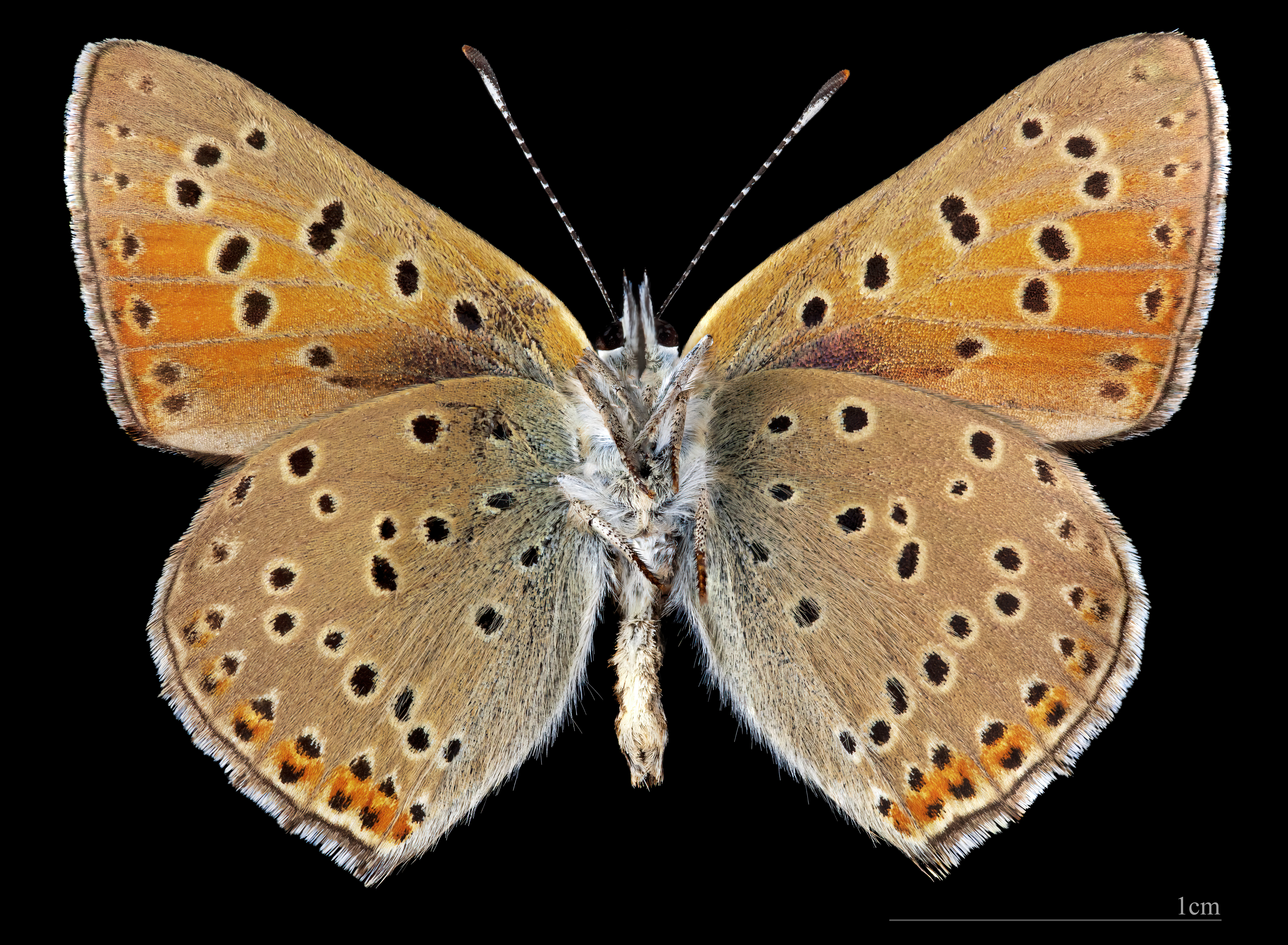
Lycaena hippothoe ♂   △